# Sportclub Westfalia 1904 Herne 1963-1964
Questa voce raccoglie le informazioni riguardanti il Sportclub Westfalia 1904 Herne nelle competizioni ufficiali della stagione 1963-1964.

## Stagione
Nella stagione 1963-1964 il Westfalia Herne, allenato da Hans Hipp, concluse il campionato di Regionalliga ovest al 6º posto.

## Rosa
| N. |                     | Ruolo | Calciatore         |
| -- | ------------------- | ----- | ------------------ |
|    | Germania (bandiera) | P     | Jürgen Berheide    |
|    | Germania (bandiera) | P     | Wolfgang Scheid    |
|    | Germania (bandiera) | D     | Engelbert Börger   |
|    | Germania (bandiera) | D     | Kurt Gehlisch      |
|    | Germania (bandiera) | D     | Wilhelm Kellermann |
|    | Germania (bandiera) | D     | Hans-Dieter Riedel |
|    | Germania (bandiera) | D     | Gerhard Wilbrandt  |
|    | Germania (bandiera) | C     | Gerhard Hund       |
|    | Germania (bandiera) | C     | Wolfgang Klein     |

| N. |                     | Ruolo | Calciatore             |
| -- | ------------------- | ----- | ---------------------- |
|    | Germania (bandiera) | C     | Franz-Dieter Nowak     |
|    | Germania (bandiera) | C     | Alfred Pyka            |
|    | Germania (bandiera) | C     | Karl-Heinz Schmidhofer |
|    | Germania (bandiera) | C     | Hans Sondermann        |
|    | Germania (bandiera) | C     | Horst Wandolek         |
|    | Germania (bandiera) | A     | Jürgen Bandura         |
|    | Germania (bandiera) | A     | Hans Cieslarczyk       |
|    | Germania (bandiera) | A     | Gerhard Clement        |
|    | Germania (bandiera) | A     | Jürgen Koch            |

## Organigramma societario
Area tecnica
- Allenatore: Hans Hipp
- Allenatore in seconda:
- Preparatore dei portieri:
- Preparatori atletici:
- Analisi video:

## Calciomercato

### Sessione estiva
| Acquisti | Acquisti          | Acquisti               | Acquisti |
| R.       | Nome              | da                     | Modalità |
| -------- | ----------------- | ---------------------- | -------- |
| A        | Hans Cieslarczyk  | TSC Eintracht Dortmund |          |
| C        | Hans Sondermann   | VfB Marl Hüls          |          |
| C        | Horst Wandolek    | VfB Marl Hüls          |          |
| D        | Gerhard Wilbrandt | Sodingen               |          |

| Cessioni | Cessioni        | Cessioni            | Cessioni |
| R.       | Nome            | a                   | Modalità |
| -------- | --------------- | ------------------- | -------- |
| D        | Otto Luttrop    | Monaco 1860         |          |
| A        | Rudolf Pöggeler | Borussia M'gladbach |          |
| P        | Hans Tilkowski  | Borussia Dortmund   |          |

## Risultati

### Regionalliga

#### Girone di andata
| 4 agosto 1963 1ª giornata | Westfalia Herne | 3 – 3 | TuS Duisburg 1848/99 |  |

| 11 agosto 1963 2ª giornata | Rot-Weiss Essen | 3 – 1 | Westfalia Herne |  |

| 18 agosto 1963 3ª giornata | Westfalia Herne | 1 – 0 | Duisburger SpV |  |

| 25 agosto 1963 4ª giornata | Bottrop | 0 – 1 | Westfalia Herne |  |

| 1º settembre 1963 5ª giornata | Siegen | 5 – 1 | Westfalia Herne |  |

| 8 settembre 1963 6ª giornata | Westfalia Herne | 1 – 0 | Bayer Leverkusen |  |

| 15 settembre 1963 7ª giornata | Arminia Bielefeld | 2 – 0 | Westfalia Herne |  |

| 22 settembre 1963 8ª giornata | Westfalia Herne | 0 – 3 | Wuppertal |  |

| 29 settembre 1963 9ª giornata | VfB Marl Hüls | 2 – 0 | Westfalia Herne |  |

| 6 ottobre 1963 10ª giornata | Westfalia Herne | 4 – 2 | RW Oberhausen |  |

| 13 ottobre 1963 11ª giornata | STV Horst-Emscher | 0 – 2 | Westfalia Herne |  |

| Arbitro: | Brodüffel |

|                                |           |                          |
| Sondermann 8’, 49’ Clement 18’ | Marcatori | 12’ Fränkel 59’ Krafczyk |

| Arbitro: | Hense |

|           |           |  |
| Lipka 52’ | Marcatori |  |

| Arbitro: | Siepe |

|  |           |                 |
|  | Marcatori | 74’, 90’ Netzer |

| Düsseldorf 10 novembre 1963 15ª giornata | Fortuna Düsseldorf | 0 – 0 referto | Westfalia Herne | Rheinstadion (8 000 spett.)\| Arbitro: \| Niemeyer \| |
| Arbitro:                                 | Niemeyer           |               |                 |                                                       |

| Arbitro: | Hillebrand |

|         |           |            |
| Koch 7’ | Marcatori | 76’ Kremer |

| Arbitro: | Büskens |

|                     |           |                                     |
| Plich 24’ Wirth 25’ | Marcatori | 17’, 56’ Koch 59’ Clement 64’ Nowak |

| Arbitro: | Rudloff |

|                                |           |                          |
| Bandura 11’, 30’, 32’ Koch 74’ | Marcatori | 17’ Reißmann 57’ Liebich |

| Herten 8 dicembre 1963 19ª giornata                                                              | Herten    | 0 – 5 referto                                                  | Westfalia Herne | Kampfbahn Katzenbusch (3 000 spett.) |
| \| \| \| \| \| \| Marcatori \| 42’ Gehlisch 52’ Bandura 57’ Cieslarczyk 65’ Koch 86’ Wandolek \| |           |                                                                |                 |                                      |
|                                                                                                  |           |                                                                |                 |                                      |
|                                                                                                  | Marcatori | 42’ Gehlisch 52’ Bandura 57’ Cieslarczyk 65’ Koch 86’ Wandolek |                 |                                      |

#### Girone di ritorno
| Arbitro: | Schmidt |

|                                |           |                |
| Clement 4’, 75’ Sondermann 56’ | Marcatori | 77’ Feigenspan |

| Arbitro: | Brodüffel |

|                    |           |                                           |
| Ullenboom 16’, 83’ | Marcatori | 22’ Kellermann 55’ Wandolek 62’, 77’ Koch |

| Arbitro: | Eschweiler |

|                               |           |                        |
| Clement 24’ Koch 29’ Hund 61’ | Marcatori | 13’ Baron 76’ Borgmann |

| Arbitro: | Buschhorn |

|                                     |           |                           |
| Cieslarczyk 14’ Sondermann 27’, 80’ | Marcatori | 7’ Blusch 35’, 37’ Kirsch |

| Arbitro: | Hoffmann |

|                             |           |                                  |
| Schädler 5’, 59’ Wehrle 10’ | Marcatori | 19’, 24’ Bandura 30’ Cieslarczyk |

| Arbitro: | Burgers |

|                       |           |  |
| Koch 45’ Wandolek 67’ | Marcatori |  |

| Arbitro: | Schmitz |

|              |           |             |
| Reichert 33’ | Marcatori | 13’ Bandura |

| Arbitro: | Radermacher |

|              |           |  |
| Eßkuchen 69’ | Marcatori |  |

| Arbitro: | Kammann |

|                       |           |          |
| Bandura 7’ Börger 67’ | Marcatori | 21’ Sell |

| Arbitro: | Brodüffel |

|                       |           |                                    |
| Füten 26’ Kobluhn 55’ | Marcatori | 47’ Cieslarczyk 82’ (aut.) Kobluhn |

| Arbitro: | Dreuw |

|            |           |                                   |
| Ridder 54’ | Marcatori | 34’ Cieslarczyk 59’, 75’ Wandolek |

| Arbitro: | Scharwächter |

|                      |           |                      |
| Bandura 3’ Börger 6’ | Marcatori | 37’ Schmidt 53’ Otta |

| Arbitro: | Eschweiler |

|                     |           |                                  |
| Kohn 37’ Netzer 55’ | Marcatori | 82’ (aut.) Lowin 88’ Cieslarczyk |

| Arbitro: | Klösters |

|                |           |                             |
| Sondermann 68’ | Marcatori | 22’ Broichhausen 26’ Breuer |

| Arbitro: | Burgers |

|                                 |           |                                              |
| Reißmann 28’ Scheer 59’ Höh 63’ | Marcatori | 6’ Wandolek 34’ Clement 85’ (aut.) Düsenberg |

| Arbitro: | Kasper |

|  |           |                                               |
|  | Marcatori | 15’ (aut.) Pyka 60’ Küchmeister 72’, 88’ Hahn |

| Arbitro: | Blömer |

|                |           |                |
| Schult 8’, 12’ | Marcatori | 50’ Sondermann |

| Arbitro: | Dettmann |

|                                    |           |              |
| Gehlisch 41’ Wandolek 42’ Koch 61’ | Marcatori | 7’ Schwikart |

| Herne (Germania) 10 maggio 1964 38ª giornata | Westfalia Herne | 0 – 0 referto | Fortuna Düsseldorf | Stadion am Schloss Strünkede (7 000 spett.)\| Arbitro: \| Brodüffel \| |
| Arbitro:                                     | Brodüffel       |               |                    |                                                                        |

## Statistiche

### Statistiche di squadra
| Competizione       | Punti | In casa | In casa | In casa | In casa | In casa | In casa | In trasferta | In trasferta | In trasferta | In trasferta | In trasferta | In trasferta | Totale | Totale | Totale | Totale | Totale | Totale | DR |
| Competizione       | Punti | G       | V       | N       | P       | Gf      | Gs      | G            | V            | N            | P            | Gf           | Gs           | G      | V      | N      | P      | Gf     | Gs     | DR |
| ------------------ | ----- | ------- | ------- | ------- | ------- | ------- | ------- | ------------ | ------------ | ------------ | ------------ | ------------ | ------------ | ------ | ------ | ------ | ------ | ------ | ------ | -- |
| Regionalliga ovest | 43    | 19      | 10      | 5       | 4       | 36      | 31      | 19           | 6            | 6            | 7            | 33           | 32           | 38     | 16     | 11     | 11     | 69     | 63     | +6 |
| Totale             | 43    | 19      | 10      | 5       | 4       | 36      | 31      | 19           | 6            | 6            | 7            | 33           | 32           | 38     | 16     | 11     | 11     | 69     | 63     | +6 |

### Andamento in campionato
| Giornata  | 1 | 2  | 3  | 4 | 5 | 6 | 7 | 8  | 9  | 10 | 11 | 12 | 13 | 14 | 15 | 16 | 17 | 18 | 19 | 20 | 21 | 22 | 23 | 24 | 25 | 26 | 27 | 28 | 29 | 30 | 31 | 32 | 33 | 34 | 35 | 36 | 37 | 38 |
| --------- | - | -- | -- | - | - | - | - | -- | -- | -- | -- | -- | -- | -- | -- | -- | -- | -- | -- | -- | -- | -- | -- | -- | -- | -- | -- | -- | -- | -- | -- | -- | -- | -- | -- | -- | -- | -- |
| Luogo     | C | T  | C  | T | T | C | T | C  | T  | C  | T  | C  | T  | C  | T  | C  | T  | C  | T  | C  | T  | C  | C  | T  | C  | T  | T  | C  | T  | T  | C  | T  | C  | T  | C  | T  | C  | C  |
| Risultato | N | P  | V  | V | P | V | P | P  | P  | V  | V  | V  | P  | P  | N  | N  | V  | V  | V  | V  | V  | V  | N  | N  | V  | N  | P  | V  | N  | V  | N  | N  | P  | N  | P  | P  | V  | N  |
| Posizione | 6 | 14 | 11 | 6 | 7 | 7 | 9 | 11 | 13 | 11 | 8  | 8  | 9  | 10 | 10 | 9  | 8  | 8  | 7  | 6  | 6  | 6  | 5  | 5  | 5  | 4  | 5  | 4  | 6  | 6  | 6  | 6  | 7  | 6  | 6  | 7  | 6  | 6  |

Legenda:

Luogo: C = Casa; T = Trasferta. Risultato: V = Vittoria; N = Pareggio; P = Sconfitta.

### Statistiche dei giocatori
| J. Bandura     | 23 | 9  | 0 | 0 |
| J. Berheide    | 0  | 0  | 0 | 0 |
| E. Börger      | 20 | 2  | 0 | 0 |
| H. Cieslarczyk | 23 | 6  | 0 | 0 |
| G. Clement     | 27 | 6  | 0 | 0 |
| K. Gehlisch    | 22 | 2  | 0 | 0 |
| G. Hund        | 1  | 1  | 0 | 0 |
| W. Kellermann  | 12 | 1  | 0 | 0 |
| W. Klein       | 4  | 0  | 0 | 0 |
| J. Koch        | 24 | 10 | 0 | 0 |
| F. Nowak       | 16 | 1  | 0 | 0 |
| A. Pyka        | 27 | 0  | 0 | 0 |
| H. Riedel      | 5  | 0  | 0 | 0 |
| W. Scheid      | 27 | 0  | 0 | 0 |
| K. Schmidhofer | 1  | 0  | 0 | 0 |
| H. Sondermann  | 23 | 7  | 0 | 0 |
| H. Wandolek    | 24 | 7  | 0 | 0 |
| G. Wilbrandt   | 18 | 0  | 0 | 0 |